# Conjectura de Poincaré

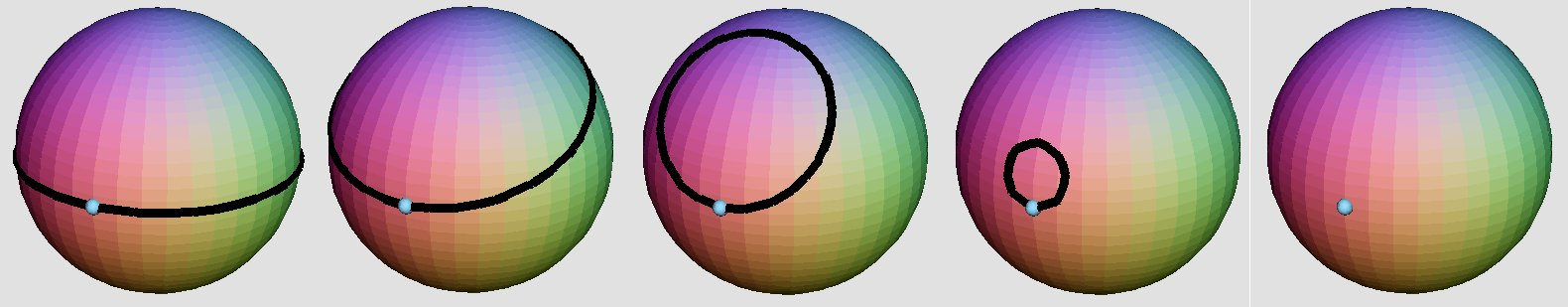
En l'espai tridimensional, una superfície és homeomòrfica a una esfera (sense frontera) si tot llaç tancat en aquesta superfície es pot contraure a un punt. La conjectura de Poincaré afirma que això també aplica al cas de l'espai de quatre dimensions, és a dir una superfície es descrita com una varietat de 3 dimensions (per exemple, la 3-esfera, és la "superfície indescriptible equivalent a una esfera en 4 dimensions").

La conjectura de Poincaré (des de la seva demostració l'any 2003 coneguda també com a Teorema de Poincaré - Perelman) és, en matemàtiques, un teorema respecte a la caracterització de l'esfera de tres dimensions o 3-esfera.
Tot i que no es demostrà fins al 2003 gràcies a Grigori Perelman, com a conjectura va ser formulada per primer cop l'any 1904 per Henri Poincaré, i l'anuncià d'aquesta manera:
| «                | Considerant una varietat topològica compacta V de tres dimensions sense vora. És possible que el grup fonamental de V sigui trivial encara que V no sigui homeomorfa a una esfera de dimensió 3? | » |
| — Henri Poincaré | |   |

La qüestió, dita d'una altra manera, és saber si tota varietat de dimensió 3 tancada, simplement connexa i sense vora és homeomorfa a una 3-esfera. Si «un objecte de tres dimensions» donat té les mateixes propietats que una esfera (això és: tots els llaços es poden contraure en un punt), aleshores és una «deformació» d'una esfera tridimensional (l'esfera ordinària, superfície en l'espai euclidià, que només té dues dimensions).
Notem que ni l'esfera ni cap altre espai tridimensional desproveït de cap altra frontera que {\displaystyle \mathbb {R} ^{3}} (l'espai ordinari) no poden ser dibuixats adequadament com objectes en l'espai ordinari de tres dimensions. És un dels motius pels quals costa visualitzar mentalment el contingut de la conjectura.
Fins a l'anunci de la seva resolució a càrrec de Grigori Perelman el 2003, la seva demostració era un dels problemes de topologia no resolts. Considerat el més important d'aquesta branca de les matemàtiques, és un dels set problemes del Premi del mil·lenni de l'Institut de matemàtiques Clay.

## Història

### Pregunta de Poincaré

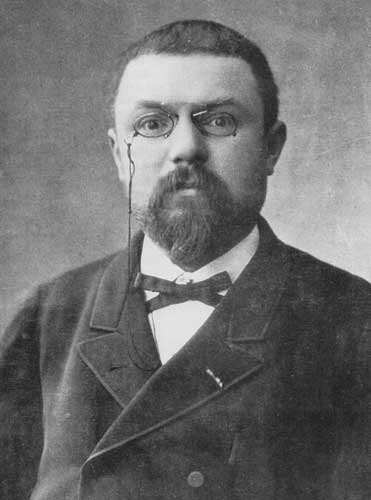
Henri Poincaré

Henri Poincaré estava treballant en els fonaments de la topologia, camp que seria anomenat topologia combinatòria i posteriorment topologia algebraica. Estava especialment interessat en quines propietats topològiques caracteritzen l'esfera.
Poincaré va afirmar l'any 1900 que l'homologia, una eina que havia ideat basant-se en l'estudi previ d'Enrico Betti, era suficient per poder dir si una 3-varietat és una 3-esfera. Tanmateix, en un article de 1904, va descriure un contraexemple a aquesta afirmació, un espai ara anomenat l'esfera d'homologia de Poincaré. L'esfera de Poincaré va ser el primer exemple que es va donar d'una esfera d'homologia, una varietat que té la mateixa homologia que l'esfera, un espai de què s'han construit molts exemples des de llavors. Per establir que l'esfera de Poincaré era diferent a la 3-esfera, Poincaré va introduir un nou invariant topològic, el grup fonamental, i va demostrar que l'esfera de Poincaré té un grup fonamental d'ordre 120, mentre que la 3-esfera té un grup fonamental trivial. D'aquesta manera, va poder concloure que aquests dos espais són, en efecte, diferents.
En el mateix article, Poincaré es va preguntar si una 3-varietat amb l'homologia d'una 3-esfera i també de grup fonamental trivial havia de ser la 3-esfera. La nova condició de Poincaré -és a dir, que tingui "grup fonamental trivial"- es pot reescriure com "tot llaç es pot contraure a un punt".
La formulació original era:
| « | Consideri's una varietat 3-dimensional compacta V sense frontera. És possible que el grup fonamental de V sigui trivial, tot i que V no sigui homeomòrfic a l'esfera 3-dimensional? | » |

Cap dels dos cercles d'aquest tor es pot contraure contínuament a un punt. Un tor non és homeomòrfic a una esfera.

Poincaré mai no va declarar si creia o no que aquesta condició addicional caracteritzava la 3-esfera, però no obstant això, l'afirmació que sí que ho fa és coneguda com la conjectura de Poincaré. Aquesta és la forma estàndard de la conjectura:
| « | Tota 3-varietat simplement connexa i tancada és homeomòrfica a la 3-esfera. | » |

Noti's que "tancada" aquí significa, com és habitual en aquesta àrea, la condició de ser compacte en termes de topologia de conjunts, i també sense frontera (l'espai euclidià 3-dimensional és un exemple d'una 3-varietat simplement connexa que no és homeomòrfica a la 3-esfera; però no és compacta i, per tant, no és un contra-exemple de la conjectura).

### Solucions
En els anys 1930, J. H. C. Whitehead va afirmar tenir una demostració però després es va fer enrere. En el procés, va descobrir alguns exemples de 3-varietats no compactes simplement connexes (en efecte contràctils, és a dir homotípicament equivalents a un punt) que no eren homeomòrfics a {\displaystyle \mathbb {R} ^{3}}, el prototipus dels quals és ara conegut com varietat de Whitehead.
En els anys de 1950 als 1960, altres matemàtics van intentar demostrar la conjectura però van descobrir que tenien errors. Matemàtics de la talla de Georges de Rham, R. H. Bing, Wolfgang Haken, Edwin E. Moise i Christos Papakyriakopoulos van intentar resoldre aquest problema. L'any 1958, R. H. Bing va demostrar una versió feble de la conjectura de Poincaré: si tota corba tancada simple d'una 3-varietat compacta està continguda en la 3-bola, llavors la varietat és homeomòrfica a la 3-esfera. Bing també va descriure algunes de les dificultats en intentar demostrar la conjectura de Poincaré.
Włodzimierz Jakobsche va demostrar l'any 1978 que, si la conjectura de Bing–Borsuk és vàlida en dimensió 3, llavors la conjectura de Poincaré també ho ha de ser.
Al llarg del temps, la conjectura va anar guanyant fama de ser particularment difícil de resoldre. John Milnor va comentar que de vegades els errors en els intents de demostració poden ser "més aviat subtils i difícils de detectar". Els intents de demostració van millorar molt la comprensió de les 3-varietats. Els exepert en el camp sovint eren reticents a anunciar les seves demostracions i tendien a veure qualsevol d'aquests anuncis amb escepticisme. Les dècades de 1980 i 1990 van ser testimoni de proves falaces ben publicitades (que de fet no van ser publicades en formats revisats per experts).
Es pot trobar una exposició d'aquests intents de demostrar aquesta conjectura en el llibre no tècnic Poincaré's Prize de George Szpiro.

### Dimensions
La classificació de superfícies tancades dona una resposta afirmativa a la pregunta anàloga en dues dimensions. Per dimensions més grans que tres, es pot considerar la conjectura generalitzada de Poincaré: és una n-esfera homotòpica homeomòrfica a la n-esfera? Cal fer una suposició més forta: en dimensió quatre i superior hi ha varietats simplement connexes i tancades que no són homotòpicament equivalents a una n-esfera.
Històricament, així com la conjectura en dimensió tres semblava plausible, la conjectura generalitzada es creia que era falsa. L'any 1961, Stephen Smale va sorprendre la comunitat matemàtica demostrant la conjectura generalitzada de Poincaré per a dimensions més grans que quatre i va estendre les seves tècniques per demostrar el teorema fonamental de l'h-cobordisme. L'any 1982, Michael Freedman va demostrar el teorema de Poincaré en quatre dimensions. L'obra de Freedman va suggerir la possibilitat que hi hagi una 4-varietat suau homeomòrfica a la 4-esfera que no sigui diferomòrfica a la 4-esfera. L'anomenada conjectura suau de Poincaré, en dimensió 4, segueix sent un problema obert que es creu molt difícil de resoldre. L'esfera exòtica de John Milnor mostra que la conjectura suau de Poincaré és falsa en dimensió 7, per exemple.
Aquests primers èxits en dimensions superiors va deixar a l'aire el cas de tres dimensions. La conjectura de Poincaré era essencialment certa en dimensions quatre i superior per raons substancialment diferents. En dimensió tres, la conjectura tenia una repitació incerta fins que la conjectura de la geometrització la va posar en context. El matemàtic John Morgan va escriure:
| « | En la meva opinió, abans del treball de Thurston en 3-varietats hiperbòliques i … de la conjectura de la geometrització no hi havia cap consens entre els experts sobre si la conjectura de Poincaré era certa o falsa. Després de les contribucions de Thurston, malgrat que no tenia cap relació amb la conjectura de Poincaré, es va desenvolupar un consens que la conjectura de Poincaré (i la de la geometrització) són certes. | » |

### Programa de Hamilton i solució

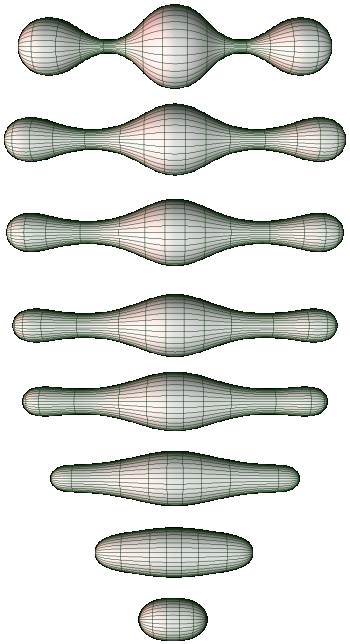
Diversos estadis del flux de Ricci en una varietat de dues dimensions

El programa de Hamilton es va iniciar en el seu articles de 1982 en què va introduir el flux de Ricci en una varietat i va mostrar com utilitzar-lo per tal de demostrar alguns casos especials de la conjectura de Poincaré. En els següents anys, va estendre la seva obra però no va ser capaç de demostrar la conjectura. La solució definitiva no es va trobar fins que Grigori Perelman va publicar els seus articles.
A finals de 2002 i al 2003, Perelman va penjar tres articles a arXiv. En aquests articles, va esbossar una demostració de la conjectura de Poincaré i d'una conjectura més general, la conjectura de la geometrització de Thurston, completant el programa del flux de Ricci presentat anteriorment per Richard S. Hamilton.
Del maig al juliol de 2006, diversos grups van presentar articles que completaven detelladament la demostració de Perelman de la conjectura de Poincaré de la següent manera:
- Bruce Kleiner i John W. Lott van publicar un article a arXiv al maig de 2006 que omplia els detalls de la demostració de Perelman de la conjectura de la geometrització, i després d'haver publicat versions parcials que havien estat accessibles des del 2003.[13] El seu manuscrit va ser publicat en la revista "Geometry and Topology" l'any 2008. Es van fer unes quantes correccions l'any 2011 i al 2013; per exemple, la primera versió de l'article que van publicar utilitzava una versió incorrecta sobre el teorema de compactesa de Hamilton dels flux de Ricci.

- Huai-Dong Cao i Xi-Ping Zhu van publicar un article a l'exemplar de juny de 2006 de la revista Asian Journal of Mathematics amb una exposició de la demostració completa de les conjectures de Poincaré i de la geometrització.[14] El primer paràgraf del seu article afirmava

| « | En aquest article, presentarem la teoria de Hamilton-Perelman sobre el flux de Ricci. Basant-nos en això, donarem per primer cop una demostració completa de la conjectura de Poincaré i de la geometrització de Thurston. Mentre que l'obra completa ha comptat amb els esforços conjunts de molts analistes geomètrics, les principals contribucions són, sense cap dubte, de Hamilton i Perelman. | » |

Alguns observadors van interpretar que Cao i Zhu li prenien el mèrit a Perelman per la seva feina. Més tard van penjar una versió revisada, refrasejada, a arXiv. A més, una de les pàgines en la seva exposició era essencialment idèntica a una dels esbossos prèviament disponibles de Kleiner i Lott; cosa que també van corregir en la versió revisada, juntament amb una disculpa de la junta editorial de la publicació.
- John Morgan i Gang Tian van publicar un article a arXiv al juliol de 2006 en què es donava una demostració detallada només de la conjectura de Poincaré (que és una mica més senzilla que la de la més genèrica conjectura de la geometrització)[16] i ho van expandir a un llibre.[17][18]

Tots tres grups van trobar que els forats que va deixar Perelman en els seus articles eren menors i que es podien omplir utilitzant les seves pròpies tècniques.
El 22 d'agost de 2006, el Congrés Internacional de Matemàtics (ICM, per les seves sigles en anglès) va premiar Perelman amb la Medalla Fields pel seu estudi del flux de Ricci, però Perelman va rebutjar la medalla. John Morgan va parlar a l'ICM sobre la conjectura de Poincaré el 24 d'agost de 2006, declarant que "l'any 2003, Perelman va resoldre la conjectura de Poincaré."
El desembre de 2006, la revista Science va considerar la demostració de la conjectura de Poincaré com el Breakthrough of the Year i el va tenir en portada.